# Sikorsky UH-60 Black Hawk
El Sikorsky UH-60 Black Hawk es un helicóptero utilitario militar de carga media, bimotor con rotor de cuatro palas, fabricado por la compañía estadounidense Sikorsky Aircraft y de tamaño medio. Sikorsky Aircraft presentó el diseño del Sikorsky S-70 para la competición UTTAS (siglas en inglés de Utility Tactical Transport Aircraft System) organizada por el Ejército de los Estados Unidos en 1972 para un helicóptero utilitario de transporte táctico. El Ejército designó el prototipo como el YUH-60A y, después de competir contra el Boeing Vertol YUH-61, fue elegido como ganador del programa en 1976. El UH-60A entró en servicio con el Ejército estadounidense en 1978, para reemplazar al UH-1 Iroquois como helicóptero de transporte táctico.

## Diseño y desarrollo

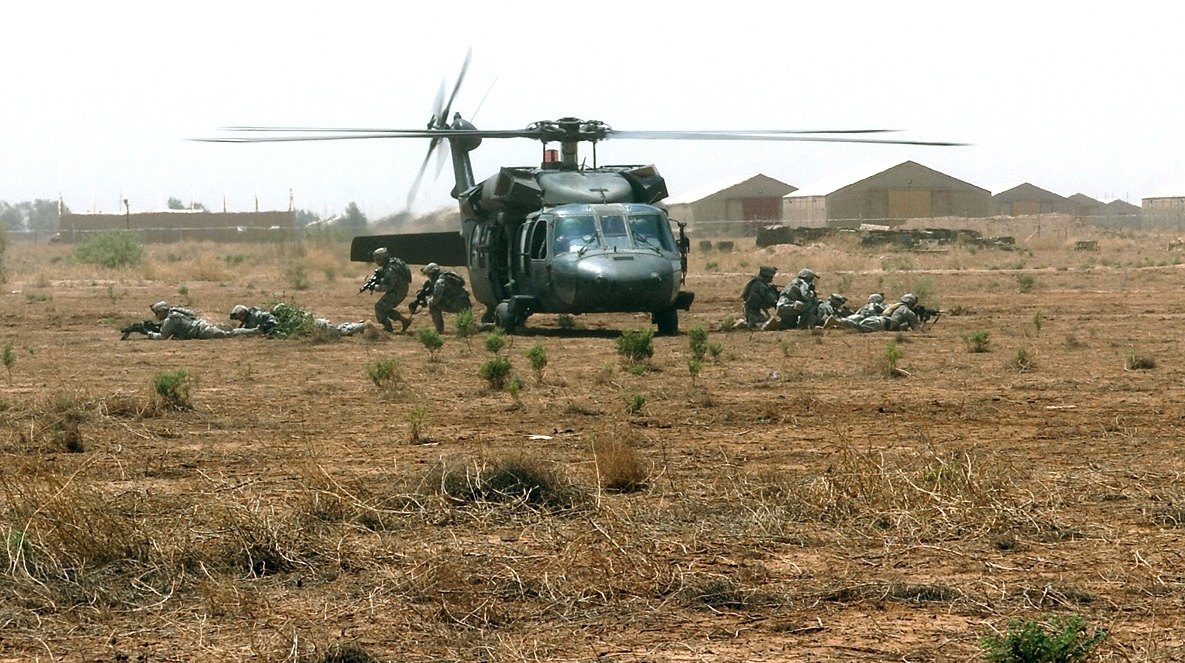
Soldados asegurando la zona de aterrizaje después de salir de un UH-60 Black Hawk, Irak.

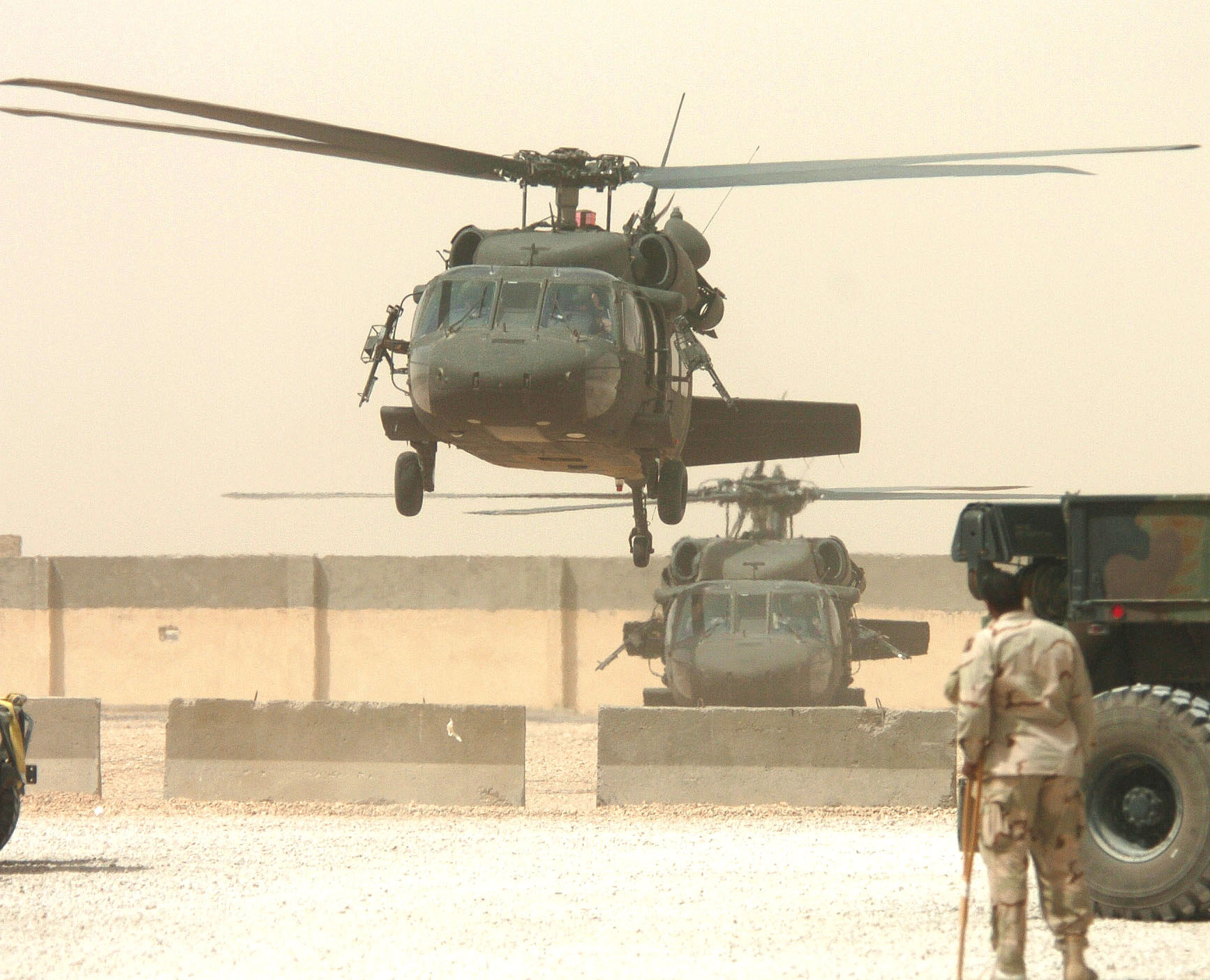
UH-60 Black Hawks equipados con ametralladora M60 cerca de An Najaf, Irak en mayo de 2005.

Sus orígenes están basados en los conocimientos obtenidos por los estadounidenses en Vietnam, ya que el helicóptero en sí probó ser un arma muy poderosa a la hora de desplegar tropas en terrenos difíciles. 
El UH-1 Huey demostró con creces ser una aeronave que podía usarse como plataforma de apoyo al ser artillado, o transporte y rescate de tropas en el frente; sin embargo, el Ejército de los Estados Unidos comenzó a pensar en un sustituto para este helicóptero, debido a que tenía puntos débiles como los rotores de solo dos palas y un tren de aterrizaje que no estaba construido para soportar aterrizajes de emergencia.
Conscientes de esto, Bell y Sikorsky comenzaron sus estudios; esta última se hallaba más presionada, puesto que Bell se había adjudicado los dos últimos contratos del ejército con el UH-1 Huey y el AH-1 Cobra, con lo cual debía desarrollar un helicóptero que fuera capaz de sobrevivir a los impactos.
El concepto del helicóptero utilitario en combate es que tenga dualidad de los sistemas, para poder soportar el fuego enemigo; fue así como se piensa en una aeronave con mandos gemelos y biturbina.
Además, en caso de un aterrizaje de emergencia inminente, los componentes se diseñaron para sufrir una deformación progresiva, protegiendo el habitáculo del helicóptero; de esta manera se logra un diseño robusto, capaz de soportar situaciones extremas. Tiene dos motores turboeje General Electric T700-GE700, cada uno de 1164 kW nominales. Tiene capacidad de carga de más de 4536 kg.
El Black Hawk fue desarrollado para cubrir un requerimiento del Ejército de los Estados Unidos bajo el proyecto Utility Tactical Transport Aircraft System (UTTAS, Sistema Aeronáutico de Transporte Táctico Utilitario), que buscaba un reemplazo para el UH-1 Iroquois, de enero de 1972. Cuatro prototipos fueron construidos, el primero (YUH-60) realizó su primer vuelo en octubre de 1974, y compitió contra un rival diseñado por Boeing-Vertol, el YUH-61A. Una evaluación preliminar decidió en noviembre de 1975 enviar los prototipos al Ejército para su evaluación. La evaluación condujo a determinar si la aeronave podía ser operada con seguridad por típicos pilotos del Ejército. Tres de los prototipos fueron enviados al Ejército estadounidense en marzo de 1976, y uno fue reservado por Sikorsky con propósitos de evaluación interna. El Black Hawk fue seleccionado y el UH-60A entró en servicio en el Arma de Aviación del Ejército en 1978. 
El primer lote de producción del UH-60A fue aceptado por el Ejército en 1978, y entró en servicio en 1979, cuando fue entregado a los Regimientos de Aviación de la 101 y 82 Divisiones Aerotransportadas. Desde entonces, el UH-60 ha acumulado más de 9 000 000 de horas totales de vuelo y ha participado las operaciones principales que el Ejército ha ejecutado, incluyendo Granada, Panamá, Irak, Somalia, los Balcanes, Afganistán y todo el Oriente Medio.
A lo largo de los años, el helicóptero ha sido modificado y mejorado para realizar nuevas misiones y obtener nuevas funciones, incluidas la instalación de minas, la evacuación médica y operaciones especiales.
A finales de los años 80, el modelo fue actualizado al UH-60L (primera aeronave en producción, el 89-26179), que incluía más potencia y capacidad de elevación con la instalación del modelo -701C del motor GE. Un nuevo modelo fue creado, el UH-60M, que extendió el tiempo en servicio del diseño del UH-60 hasta la década del 2020, todavía muestra más potencia y capacidad de elevación e instrumentos electrónicos, controles de vuelo y control de navegación de la aeronave de última generación.
Los Black Hawk pueden realizar un variado tipo de misiones, incluyendo el transporte táctico de tropas, guerra electrónica o evacuación médica. Una versión vip conocida como el VH-60N es usada para transportar importantes cargos estatales y gubernamentales como congresistas, con el nombre clave del helicóptero Marine One cuando transporta al presidente de los Estados Unidos. En operaciones de asalto aéreo puede transportar una escuadra de 11 soldados con su equipo o un obús M102 de 105 mm con treinta proyectiles y cuatro servidores de pieza en un solo viaje. En otra alternativa, puede llevar 1170 kg de carga interna o 4050 kg externamente. El Black Hawk está equipado con aviónica y electrónica avanzada para incrementar la supervivencia y la capacidad, como el sistema de posicionamiento global.
El coste unitario varía con la versión, debido a la variación en especificaciones, equipamiento y cantidades. Por ejemplo, el coste unitario del UH-60L Black Hawk del Ejército de Estados Unidos es de 5,9 millones de dólares, mientras que el coste unitario del MH-60G Pave Hawk de la Fuerza Aérea es de 10,2 millones de dólares.

### Componentes
Leyenda:  Bélgica -  Estados Unidos -  Francia

#### Electrónica

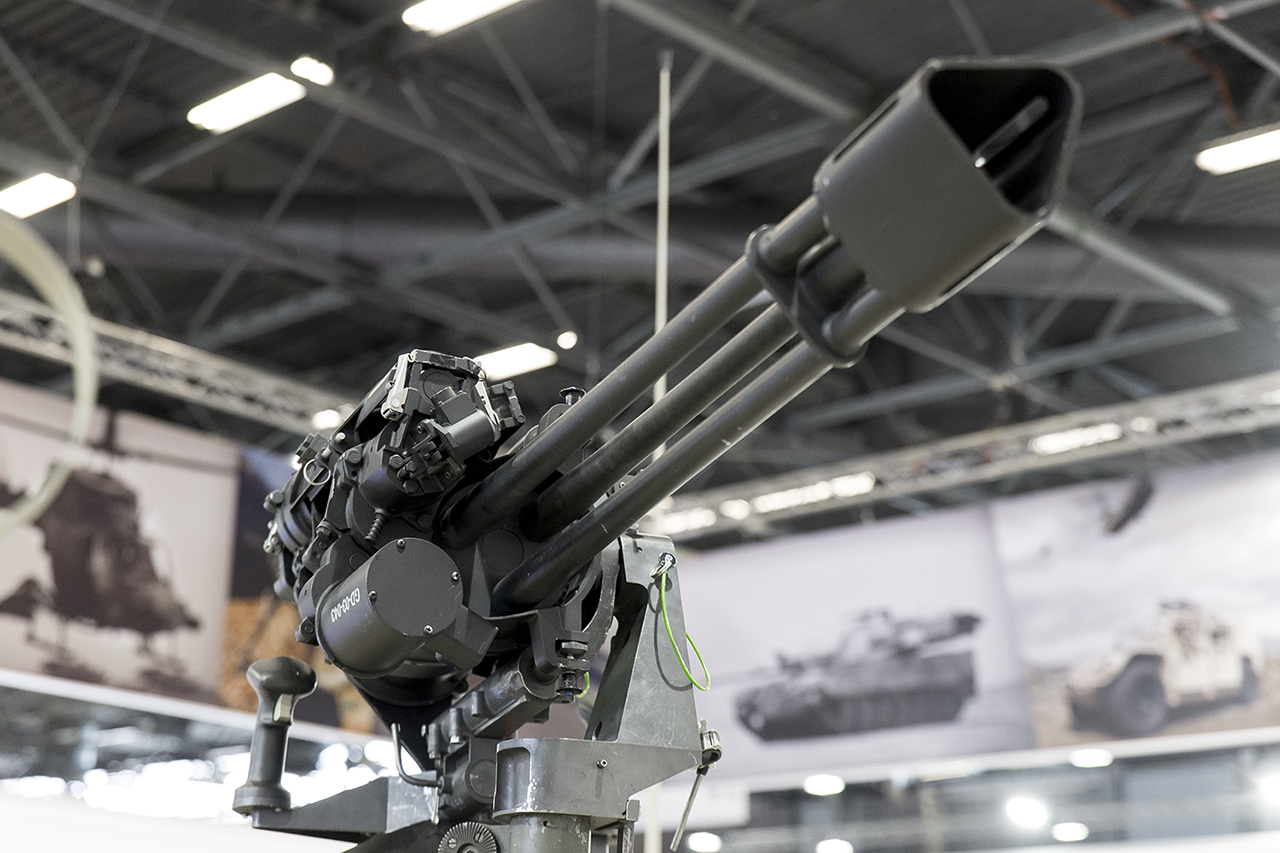
GAU-19.

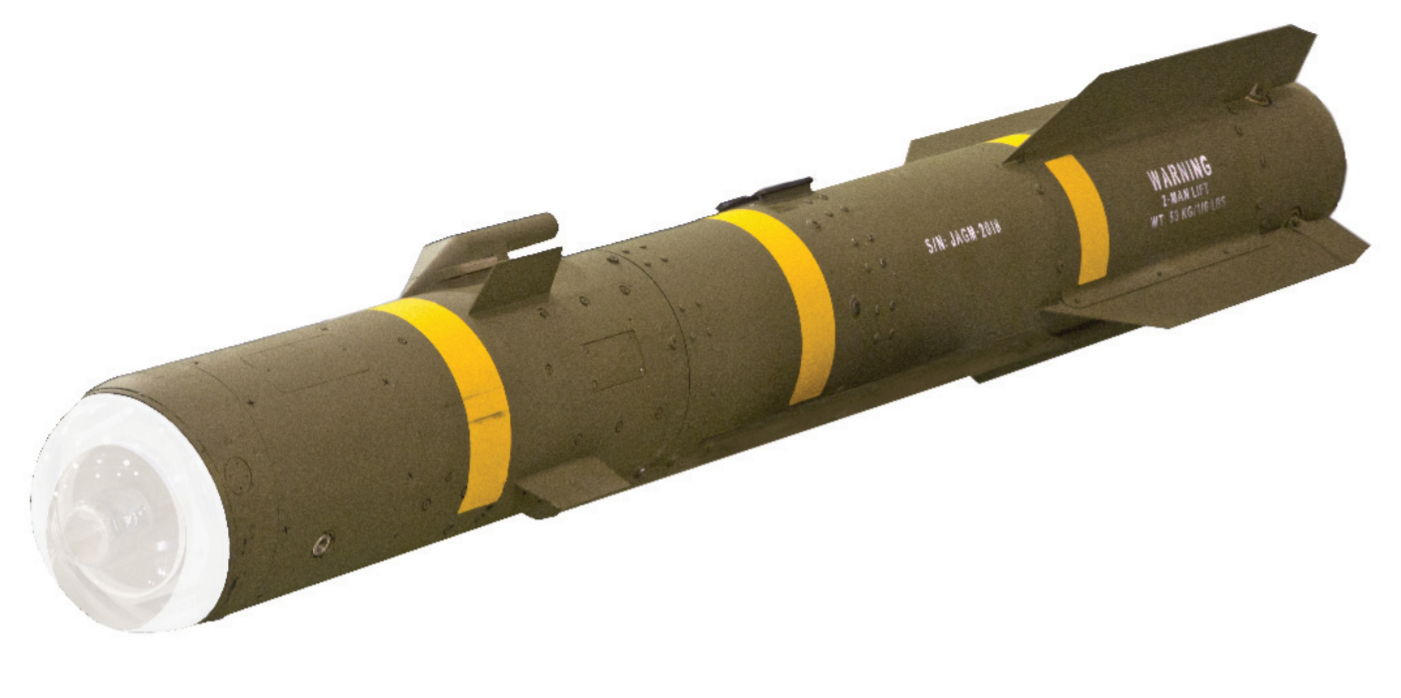
JAGM.

| Sistema      | País | Fabricante | Notas         |
| ------------ | ---- | ---------- | ------------- |
| Red de datos |      |            | MIL-STD-1553B |

#### Armamento
| Sistema                                     | País                      | Fabricante                        | Notas                          |
| ------------------------------------------- | ------------------------- | --------------------------------- | ------------------------------ |
| Ametralladora (opción)                      | Bandera de Estados Unidos | General Dynamics                  | 2 × M60 de 7,62 mm             |
| Ametralladora (opción)                      | Bandera de Bélgica        | FN Herstal                        | 2 × FN MAG de 7,62 mm          |
| Ametralladora (opción)                      | Bandera de Estados Unidos | Dillon Aero                       | 2 × M134D rotativo de 7,62 mm  |
| Ametralladora (opción)                      | Bandera de Estados Unidos | General Electric General Dynamics | 2 × GAU-19 rotativo de 12,7 mm |
| Pod de cañón (opción)                       | Bandera de Estados Unidos | General Dynamics                  | 2 × M230LF de 30 mm            |
| Cohete SNEB de 68 mm                        | Bandera de Francia        | Matra Thomson-CSF                 |                                |
| Cohete aire-tierra Hydra 70 de 70 mm        | Bandera de Estados Unidos | General Dynamics                  |                                |
| Misil antitanque AGM-114 Hellfire           | Bandera de Estados Unidos | Lockheed Martin                   |                                |
| Misil aire-superficie AGM-179 JAGM          | Bandera de Estados Unidos | Lockheed Martin                   |                                |
| Misil aire-aire FIM-92 Stinger              | Bandera de Estados Unidos | General Dynamics Raytheon         |                                |
| Sistema de dispersión de minas M136 Volcano | Bandera de Estados Unidos |                                   |                                |

#### Propulsión
| Sistema | País                      | Fabricante       | Notas              |
| ------- | ------------------------- | ---------------- | ------------------ |
| Motor   | Bandera de Estados Unidos | General Electric | 2 × T700-GE-701C/D |

## Historia operacional

### Afganistán
Para reemplazar a los Mi-8/Mi-17, podrían recibirse hasta 150 UH-60 excedentes del Ejército estadounidense. El primero se recibió en 2017. En 2020 el número se redujo a 53. Los helicópteros se llevarán a la versión UH-60A+, con motores T700-GE-701D. Se cree que hasta un 50% de los UH-60 podrían ser artillados.

### Turquía
Inicialmente, Turquía compró 12 UH-60 para la Gendarmería y unos 140 para el Ejército. En 1988 llegaron los primeros UH-60, 8 helicópteros para la Gendarmería. En 1990 llegarían 6 para la Policía y en 1992 y 1999, se encargaron lotes de 45 y 50 helicópteros UH-60L respectivamente para el Ejército y Gendarmería.
Turquía encargó posteriormente, en 2011, 109 Sikorsky S-70i Black Hawk, para ser ensamblados localmente por Turkish Aerospace Industries (TAI). Se prevé que 89 aparatos tengan la configuración habitual y 20 aparatos configuración de lucha contra incendios.
Los UH-60 turcos han sido empleados en Afganistán y los Balcanes. También han sido empleados en operaciones contra la guerrilla kurda en Turquía, Irak y Siria.

### Colombia
Colombia opera la flota más grande de UH-60 en Latinoamérica. La Fuerza Aérea, el Ejército Colombiano y la Policía Nacional operan 103 helicópteros, incluidos 7 S-70i. Se emplean en gran variedad de misiones: ataque, evacuación médica, evacuación de heridos en combate y asalto aéreo. Los UH-60 colombianos tuvieron un papel relevante en el conflicto Colombiano.
La Fuerza Aérea Colombiana recibió sus primeros 5 UH-60A en 1988. Los UH-60L llegaron a Colombia en el año de 1991. Desde entonces, han volado misiones de asistencia humanitaria, ayuda en desastres, combate contra el narcotráfico, búsqueda y rescate, vigilancia de costas y fronteras, etc. Debido a la necesidad de contar con una escolta adecuada, hubo que pensar en utilizar el UH-60 como una plataforma de ataque. Por ello se desarrolló localmente en 1995 una versión de ataque del UH-60L, el Arpía. Estados Unidos había creado una versión artillada del UH-60, pero ante la dificultad de contar con esa versión, se recurrió al ingenio y la capacidad de los técnicos colombianos. Una vez creado, Sikorsky asesoró y ayudó en la versión Arpía II, con mejores capacidades ofensivas, que entró en servicio en 1998. Actualmente se encuentra en la cuarta versión, con un sistema de armas que está a la vanguardia.
- Policía: 10 UH-60A ex Ejército estadounidense y 9 UH-60L.
- Ejército: 47 UH-60L y 7 S-70i. Componen la División de Aviación de Asalto (DAVAA). Dedicados a asalto aéreo, así como apoyo a la población civil en caso de emergencia, o catástrofe. Desde 1997, los UH-60 de la Aviación del Ejército han volado 211 290 horas, casi 50 000 de ellas en operaciones nocturnas.
- Fuerza Aérea: 12 UH-60A/L y 12 AH-60L. Ataque y apoyo operaciones especiales.[21][22][23]

### México
La Fuerza Aérea Mexicana ordenó sus dos primeros UH-60L en 1991, para el transporte de las unidades de las fuerzas especiales, para posteriormente adquirir otros cuatro en 1994. Entre julio y agosto del 2009, la Policía Federal usó sus UH-60 en ataques a narcotraficantes.  El 25 de agosto de 2011, la Armada de México recibió tres UH-60M bajo el programa de ayuda Iniciativa Mérida. En marzo del 2009, los Estados Unidos se comprometieron a suministrar helicópteros a bajo precio, así como diverso equipo, bajo la Iniciativa Mérida, para combatir a los cárteles de la droga en la guerra contra el narcotráfico en México.
Es la segunda flota más grande de UH-60 en Latinoamérica, 48 UH-60L y UH-60M operados por la Armada, Fuerza Aérea y Policía Federal en la lucha contra los narcotraficantes y las mafias. Además, el Estado de Jalisco opera un S-70i.
La Fuerza Aérea Mexicana opera, desde los años 90, 6 UH-60L en el Escuadrón Aéreo 101. En 2014 encargó 18 UH-60M, recibidos por el Escuadrón 108. La Aviación de la Armada de México opera 3 UH-60M desde 2011, a los que se unieron otros 7. La Policía Federal (absorbida por la Guardia Nacional) opera 6 UH-60M.

### Brasil
Dos escuadrones de la Fuerza Aérea, Grupo Aéreo 7/8 y Grupo Aéreo 5/6 'Pantera', operan 16 UH-60L. El Ejército Brasileño opera 4 S-70A.

### Chile
La Fuerza Aérea de Chile ha operado una aeronave S-70A desde 1998 en configuración multipropósito. Posteriormente, la Fuerza Aérea de Chile recibió 6 aeronaves S-70i.

### Argentina
La Presidencia Argentina opera un S-70A para transporte del jefe de Estado desde 1994.

### Venezuela
En 1998 se encargaron 6 UH-60L. Hugo Chávez decidió cancelar el contrato cuando los helicópteros estaban a punto de ser entregados. Sikorsky vendió 5 de ellos a Colombia.

## Variantes

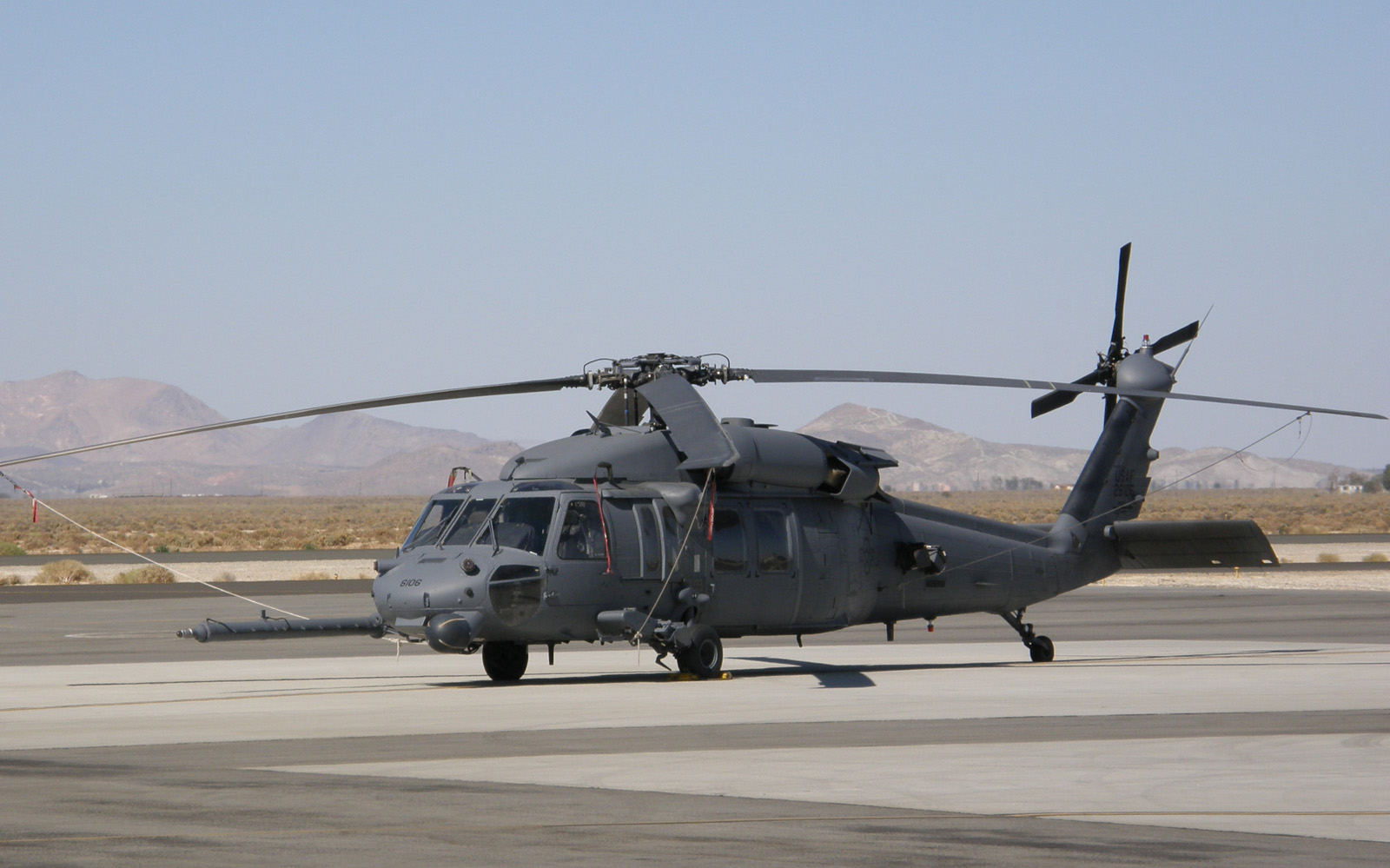
USAF MH-60 en Fox Field, Lancaster, California.

El UH-60 derivó en muchas variantes y muchas modificaciones diferentes. La versión estándar del Ejército de los Estados Unidos puede ser equipada con el "sistema de soporte de carga externa" (ESSS; External Stores Support System) provisto de alas que le permiten transportar hasta cuatro depósitos externos de combustible para realizar operaciones de largo alcance o una variedad de armas, mientras las variantes pueden tener diferentes capacidades y su respectivo equipamiento para poder cumplir los requerimientos.

### Utilitarios
UH-60A Black Hawk
Versión original del Ejército de Estados Unidos, con capacidad para transportar 4 tripulantes y un máximo de 11 pasajeros. Equipado con motores T-700-GE-700.
UH-60C Black Hawk
Versión modificada para realizar tareas de Mando y Control (C2).
UH-60L Black Hawk
UH-60A con motores actualizados T-700-GE-701C o T-700-GE-701D/CC, mejorada la durabilidad de la transmisión, y amortiguadores de vibraciones adicionales.
UH-60M Black Hawk
UH-60L actualizado con un diseño mejorado de las palas del rotor, motores T-700-GE-701D, mejorada la durabilidad de la transmisión, computadora de administración de los sistemas del vehículo IVHMS (Vehicle Management Systems) integrada, y conjunto de instrumentos de vuelo Glass Cockpit modernos. Planeado para reemplazar todos los modelos UH-60A y UH-60L del Ejército de Estados Unidos.
UH-60Q Black Hawk
UH-60A modificado para evacuaciones médicas. Posteriormente redesignados como HH-60A.

### Misiones especiales
EH-60A Black Hawk
Modificado en los sistemas eléctricos y estaciones para dos operadores del sistema electrónico de misión (todos los ejemplares del modelo fueron tomados de la configuración estándar del UH-60A).
YEH-60B Black Hawk
UH-60A modificado con instalaciones especiales de radar y aviónica, prototipo para el sistema de adquisición de blancos a distancia.
EH-60C Black Hawk
UH-60A modificado con equipamientos electrónicos especiales y antena exterior (todos los ejemplares del modelo fueron tomados de la configuración estándar del UH-60A).
EUH-60L
Modificado con equipamiento electrónico adicional para realizar tareas de Mando y Control (C2) Aerotransportado del Ejército.
EH-60L Black Hawk
EH-60A con actualización de equipo para misión principal.
HH-60L
Variante de Estados Unidos. UH-60L extensamente modificado con equipamiento para misión médica. Incluye un cabrestante de rescate externo, sistema de configuración de pacientes integrado, sistema de control medioambiental, sistema de oxígeno a bordo OBOGS (on-board oxygen system), succión, sistema de elevación de camillas mecánico, asientos reclinables de servicio ambulatorio, con las posiciones de jefe de tripulación y médico en vuelo desplazadas a la zona trasera de la cabina.
MH-60A Black Hawk
Modificado con aviónica adicional, sistema de navegación precisa, FLIR y capacidad de reabastecimiento de combustible en vuelo. Equipado con motores T-700-GE-701.
MH-60K Black Hawk
Variante estadounidense. Modificación para operaciones especiales, usado por el 160.º Regimiento de Aviación de Operaciones Especiales (Night Stalkers) en Fort Campbell, Kentucky.
MH-60L Direct Action Penetrator (DAP)
Variante estadounidense. Modificación para operaciones especiales, operado por el 160.º Regimiento de Aviación de Operaciones Especiales. Tiene capacidad para ser armado con un cañón automático de 30 mm y cohetes de 70 mm, así como también ametralladoras M134D operadas desde las puertas o fijas hacia delante.
HH-60M
Variante de estadounidense. UH-60M con equipamiento para misión médica.
UH-60A RASCAL
Versión modificada por la NASA como Laboratorio Aerotransportado de Conceptos de los Sistemas Rotonave-Tripulación: programa de 25 millones de dólares para el estudio de la maniobrabilidad en tres programas: Controles Superaumentados para Prestaciones de Maniobra Ágil (SCAMP), Flecos-de-la-Tierra Automatizado (ANOE) y Demostración de Mejora de Agilidad de Rotonave y Pilotaje (RAPID).
VH-60D Nighthawk
Variante del Cuerpo de Marines de Estados Unidos. HH-60D configurado para transporte vip, usado para transporte presidencial. Utiliza motores T-700-GE-401.
VH-60N Whitehawk
Variante del Cuerpo de Marines de Estados Unidos. HH-60D modificado usado para transporte presidencial.

### Versiones de exportación

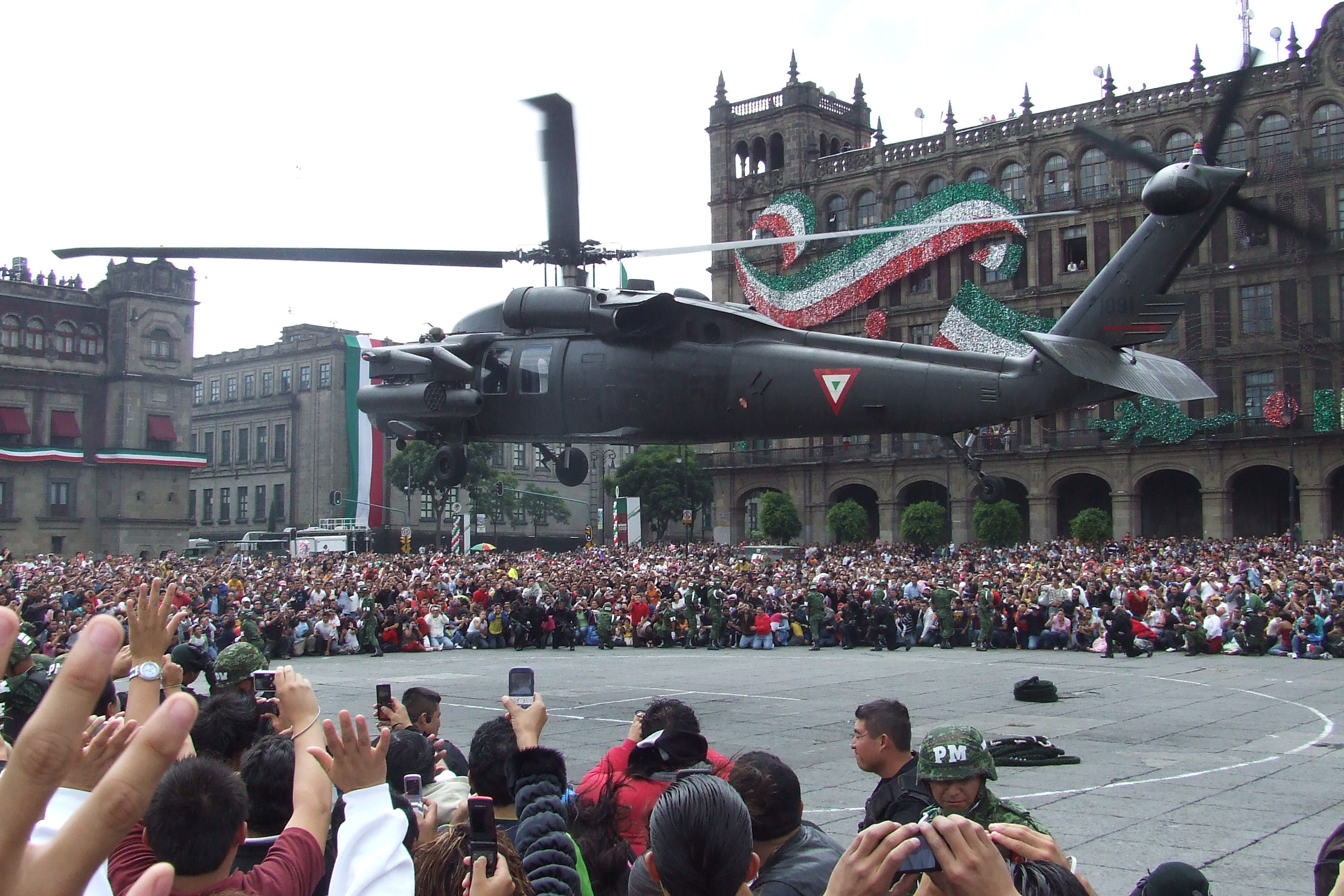
UH-60 de la Fuerza Aérea Mexicana en Zócalo, Ciudad de México.

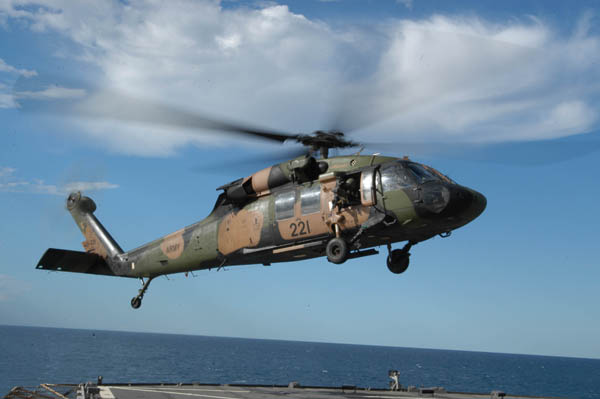
Un S-70A-9 Black Hawk del Ejército Australiano.

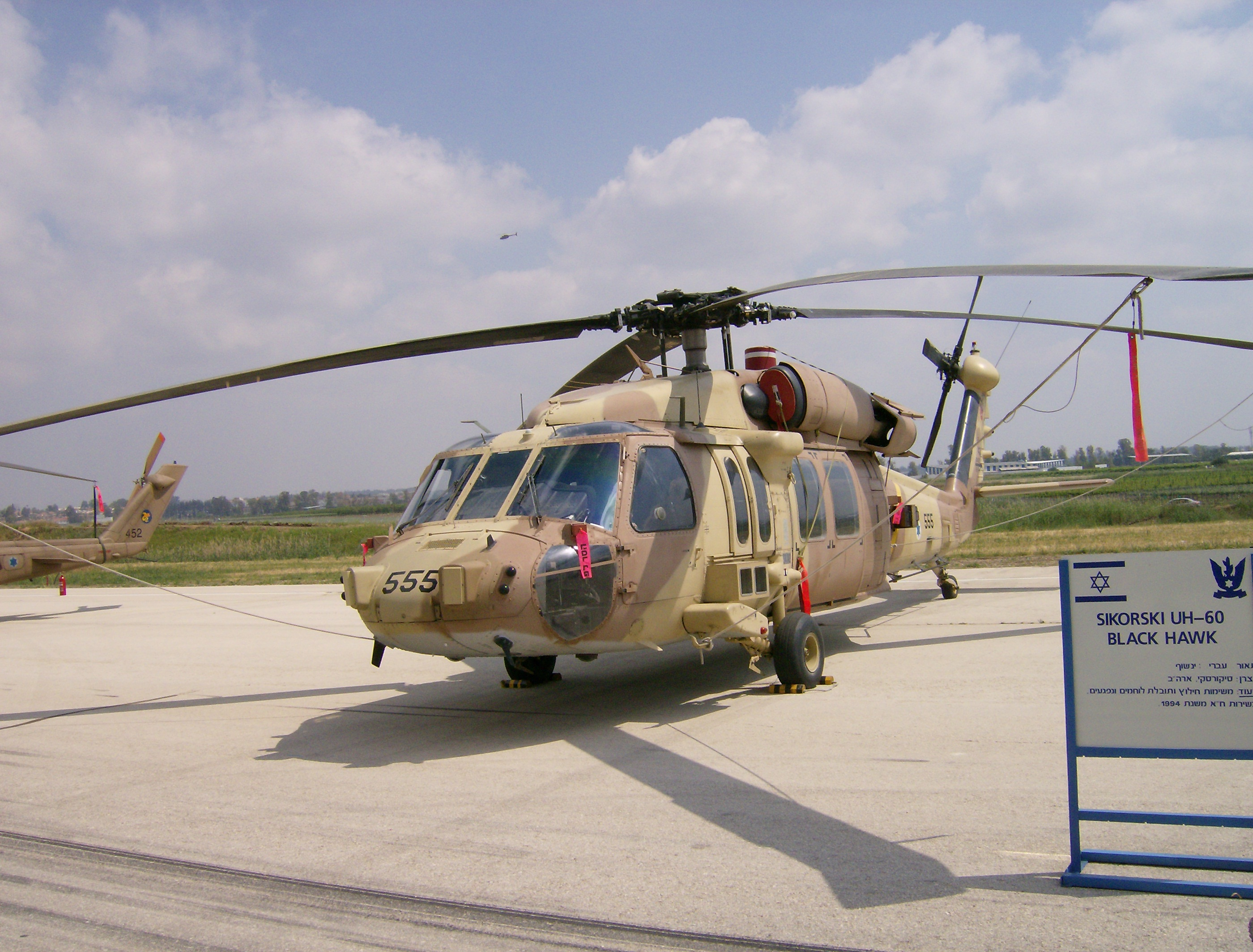
Un UH-60 Black Hawk israelí en Tel Nof, Israel.

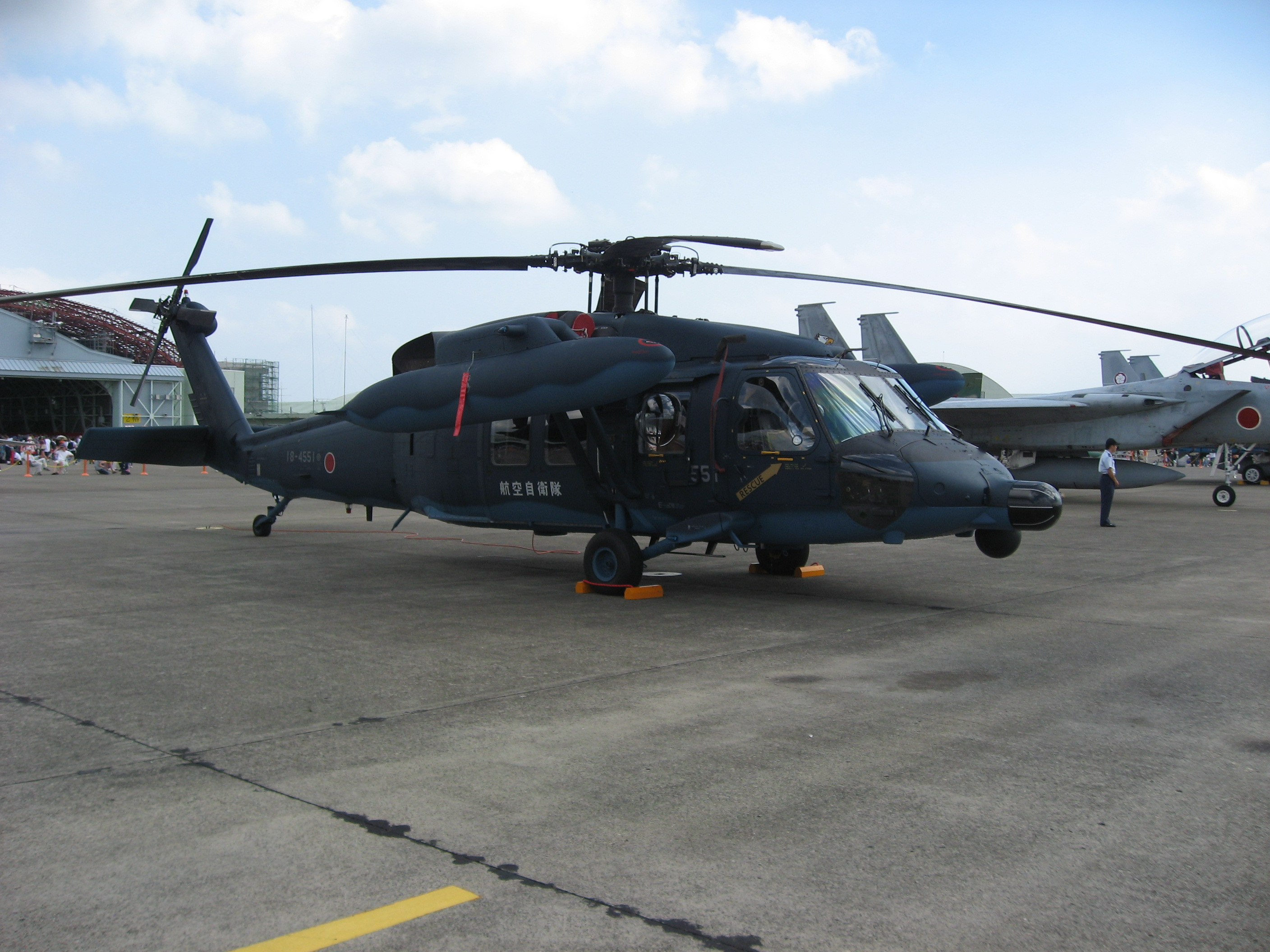
Un UH-60J Black Hawk de las Fuerzas de Autodefensa de Japón en la exhibición aérea de la Base Aérea de Hyakuri de 2007.

UH-60J Black Hawk
Variante de exportación para la Fuerza Aérea de Autodefensa y la Fuerza Marítima de Autodefensa de Japón. También conocido como el S-70-12. Fabricado bajo licencia por Mitsubishi Heavy Industries.
UH-60JA Black Hawk
Versión de exportación para la Fuerza Terrestre de Autodefensa de Japón. También fabricada bajo licencia por Mitsubishi Heavy Industries.
AH-60L Arpía III
Versión de exportación para Colombia, versión de ataque COIN con electrónica mejorada, sistema de disparo, FLIR, radar, cohetes ligeros y ametralladoras M-60 y GAU-19, desarrollado por la Fuerza Aérea Colombiana, Elbit Systems y Sikorsky Aircraft.
AH-60L Battle Hawk
Versión de exportación para el Ejército Australiano y similar al Arpía.
UH-60P Black Hawk
Versión de exportación para Corea del Sur, similar a la configuración UH-60L.

## Operadores

### Militares

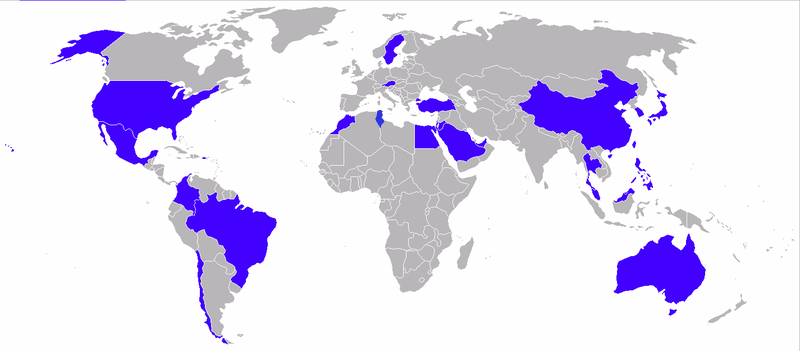
Operadores del UH-60 Black Hawk.

#### Actuales
Argentina
- Ejército Argentino: habría recibido el S-70A-30 Black Hawk de la Agrupación Aérea Presidencial.

 Australia
- Aviación del Ejército Australiano: 34 S-70 en servicio.[40]

 Austria
- Fuerza Aérea Austriaca: 9 S-70A-42 Black Hawk.[40]

 Brasil
- Fuerza Aérea Brasileña opera 16 UH-60L, la Marina de Brasil 6 SH-60 Sea Hawk y el Ejército Brasileño opera 4 S-70A.

 Chile
- Fuerza Aérea de Chile: 1 UH-60A y 6 S-70i Black Hawk.

 Colombia
- Fuerza Aérea Colombiana: 38 UH-60L y AH-60L Arpía III/IV.[41]
- Ejército Nacional de Colombia: 53 UH-60L y 7 S-70i.[41]
- Policía Nacional de Colombia: 19 UH-60L.

 Corea del Sur43 S-70A, y 98 UH-60P.
 Marruecos
- Gendarmería Real (Marruecos): 4 UH-60L en configuración vip en servicio.[42]

 México
- Fuerza Aérea Mexicana: 20 de las versiones  UH-60L y M Black Hawk. Sikorsky[43][44][45]
- Armada de México: 9 UH-60 Black Hawk. Sikorsky[46]
- Guardia Nacional de México: 13 UH-60 Blackhawk de las versiones L y M.
- Policía Estatal de Jalisco: 1 UH-60 Blackhawk[47]
- Policía Estatal de Nuevo León: 1 UH-60 Blackhawk [48]

 Perú
- Policía Nacional del Perú: recibió un UH-60A+ Black Hawk.

 Tailandia
- Real Ejército Tailandés: 7 UH-60L Black Hawk (S-70A-43) en servicio.[49][40]

 Turquía
Las Fuerzas Armadas Turcas y la policía nacional recibieron 12 UH-60A/L (S-70A-17), y 95 UH-60L (S-70A-28). El Ejército Turco tiene 54 S-70A (UH-60A/L) en servicio (en noviembre de 2008).
 Ucrania
- Ministerio de Defensa de Ucrania: recibió un UH-60A Black Hawk.[50]

#### Anteriores
Australia
- Real Fuerza Aérea Australiana: recibió 39 UH-60L (S-70A-9). Fueron transferidos al Ejército Australiano en 1989.[51]

### Civiles
Para los operadores civiles véase el enlace adjunto.

## Apariciones en los medios
- La película Black Hawk Down (traducida como Black Hawk derribado o La caída del halcón negro) narra los hechos de la batalla de Mogadiscio, con los helicópteros MH-60 Black Hawk como unos de los principales protagonistas.
- El Black Hawk tiene una gran participación en los videojuegos Delta Force: Black Hawk Down y Delta Force: Hawk Ops, entregas ambientadas en la Batalla de Mogadiscio.
- En el videojuego Battlefield 2 aparece un Black Hawk en la misión Operation Clean Sweep.
- En el videojuego Battlefield: Bad Company 2 podemos ser pilotos de este helicóptero, que tiene dos artilleros, pero difiere en la cantidad de tripulantes, que no son seis, sino 2.
- También aparece en varios juegos de Call of Duty, desempeñando vuelos de transporte y apoyo a tierra junto al MH-6 Little Bird.
- También aparece en Payday 2, transportando a los SWAT del FBI, aunque no hay información sobre este, en el juego se le puede ver y derribar.
- También aparece en Insurgency: Sandstorm, un jugador con clase Comandante puede pedir un Black Hawk conocido como "Apoyo de Minicañon" cuando esta en proximidad con un jugador de clase Observador, ambos del equipo "Security". Este será pilotado por un NPC conocido como Cleric y disparara dos ametralladoras a los enemigos visibles pero también puede ser disparado y destruido
- Aparece en algunas películas de Transformers.
- Aparece en la película Terminator: la salvación.
- Hace aparición en la película 2012.
- Hace una breve aparición en la película Independence Day: Resurgence.
- Aparece en la película La caída de la Casa Blanca/Asalto al poder.
- Es mencionado en la película Terminator: Dark Fate.
- Hace aparición en la película La llegada.
- Se lo puede ver en la película Hunter Killer.
- En la película Skyline 2: Beyond, se pueden ver a 3 helicópteros UH-60 intentando evacuar a unas personas, siendo derribados por un extraterrestre gigante.

## Especificaciones (UH-60L)
Referencia datos: Encyclopedia of Modern Warplanes, US Army Fact File, International Directory, Black Hawk

### Características generales
- Tripulación: 2 pilotos y 2 jefes de tripulación/artilleros
- Capacidad: 16 soldados o 6 camillas
- Carga: 1200 kg de carga interna o 4080 kg de carga externa
- Longitud: 19,76 m
- Diámetro rotor principal: 16,36 m
- Altura: 5,13 m
- Anchura del fuselaje: 2,36 m
- Peso vacío: 4819 kg
- Peso cargado: 9980 kg
- Peso máximo al despegue: 10 660 kg
- Planta motriz: 2× Turboeje General Electric T700-GE-701C.
  - Potencia: 1410 kW (1890 hp) cada uno.
- Hélices: Ambos rotores de 4 palas

### Rendimiento
- Velocidad nunca excedida (Vne): 257 km/h
- Velocidad máxima operativa (Vno): 235 km/h
- Velocidad crucero (Vc): 238 km/h
- Alcance: 592 km
- Alcance en ferry: 2220 km con estructuras alares ESSS y depósitos externos
- Techo de vuelo: 5760 m (18 000 pies)
- Régimen de ascenso: 4,5 m/s (1315 pies/min)
- Potencia/peso: 158 W/kg (0,192 hp/lb)

### Armamento
- Ametralladoras: 

  - 2x M240H de calibre 7,62 mm o
  - 2x Minigun M134 de 7,62 mm o
  - 2x GAU-19 de 12,7 mm (.50)
- Otros: Con las estructuras alares ESSS puede equipar:
  - Cohetes: Contenedores de Hydra 70 de 70 mm
  - Misiles antitanque: AGM-114 Hellfire
  - Contenedores M230: con ametralladoras de 7,62 mm, o cañones de 20 mm o 30 mm.

## Aeronaves relacionadas

### Desarrollos relacionados
- Sikorsky S-70
- HH-60 Pave Hawk
- SH-60 Seahawk
- HH-60 Jayhawk
- AH-60L Arpía III
- Piasecki X-49
- Helicóptero furtivo

### Aeronaves similares
- Boeing-Vertol YUH-61
- UH-1 Iroquois
- NHI NH90
- Mil Mi-8/Mil Mi-17

### Secuencias de designación
- Secuencia S-_ (interna de Sikorsky): ← S-67 - S-68 - S-69 - S-70 - S-71 - S-72 - S-73 →
- Secuencia _H-_ (Helicópteros estadounidenses, 1962-presente): ← TH-57 - OH-58 - XH-59 - UH-60/SH-60/HH-60/MH-60 - YUH-61 - XCH-62 - YAH-63 →